# Nội các Mikhail Mishustin
Chính phủ Mikhail Mishustin là thành phần của Chính phủ Nga dưới sự lãnh đạo của Thủ tướng Mikhail Mishustin.

## Hình thành
Chính phủ bắt đầu hình thành sau khi Nội các của Thủ tướng Dmitry Medvedev từ chức vào ngày 15 tháng 1 năm 2020. Thủ tướng Medvedev đã từ chức sau khi Tổng thống Vladimir Putin, trong Thông điệp gửi Quốc hội Liên bang đã đề xuất sửa đổi Hiến pháp thay đổi cán cân quyền lực. Cùng ngày, Putin đề nghị Mishustin giữ chức Thủ tướng. Sau khi có sự đồng ý của Mishustin, Putin đã đệ trình ứng cử của mình để Duma Quốc gia phê chuẩn.
Vào ngày 16 tháng 1, sau cuộc gặp với Mishustin, Nước Nga Thống nhất đã quyết định hỗ trợ ông. Vì Nước Nga Thống nhất có hơn một nửa số ghế trong Duma Quốc gia, điều này có nghĩa là Mishustin sẽ trở thành Thủ tướng, ngay cả khi tất cả các đảng khác sẽ bỏ phiếu chống lại ông. Đảng Dân chủ Tự do và Nước Nga Công bằng cũng bày tỏ sự ủng hộ cho Mishustin.
Đảng Cộng sản, sau khi gặp gỡ với Mishustin, nói rằng nó sẽ không bỏ phiếu thông qua. Tổng bí thư Đảng Cộng sản Gennady Zyuganov đã giải thích điều này do chưa được biết thành phần và chương trình của Nội các mới. Tuy nhiên, kể từ khi Tổng thống Putin hoàn thành các yêu cầu của Đảng Cộng sản, cụ thể là bãi nhiệm chính phủ Medvedev và đề nghị mở rộng quyền lực của Nghị viện, Đảng Cộng sản tuyên bố sẽ không bỏ phiếu chống lại việc bổ nhiệm Mishustin.

### Phiên họp toàn thể Duma Quốc gia

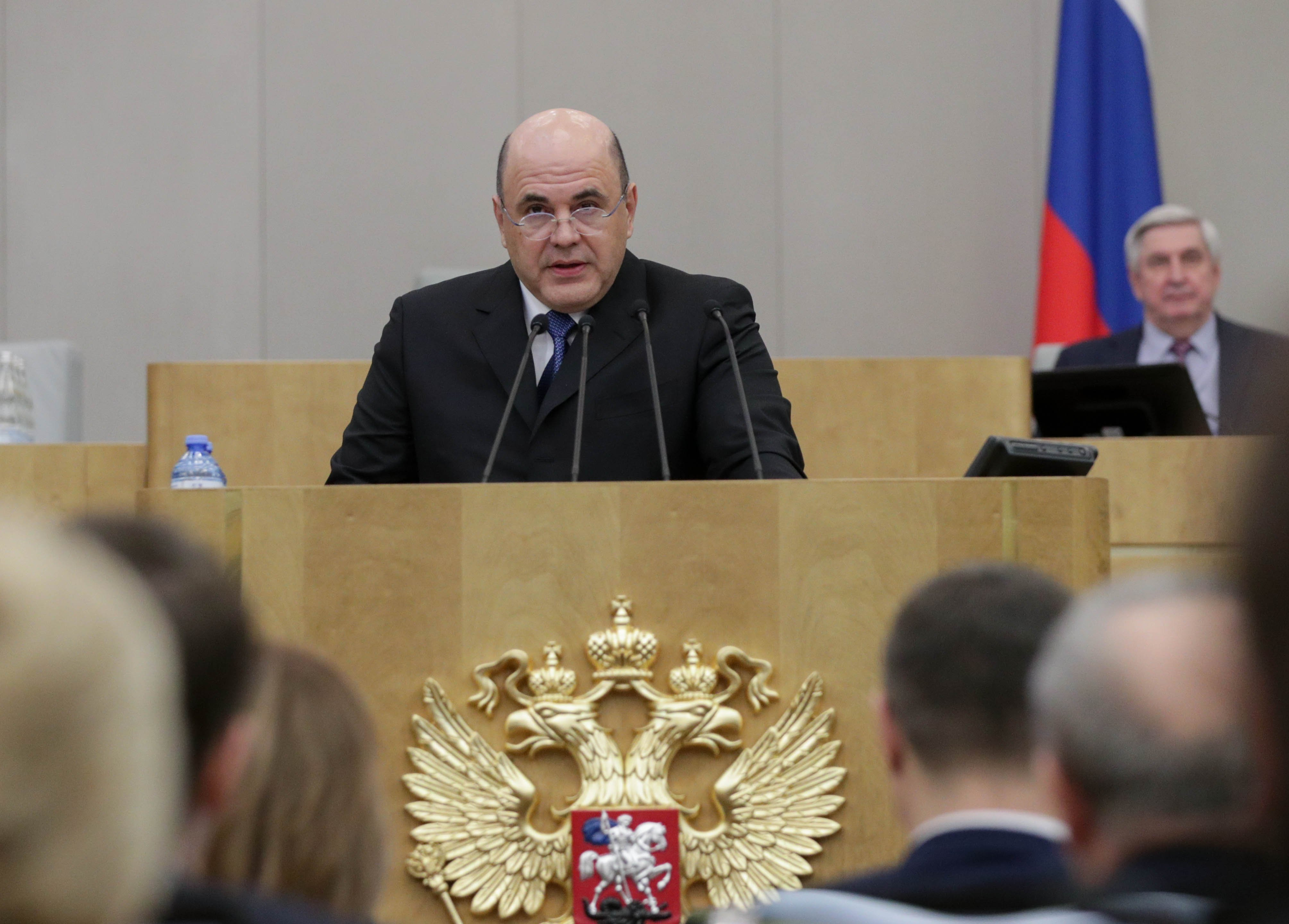
Mishustin tại phiên bỏ phiếu ngày 16/1/2020

Ngày 16/1, Mikhail Mishustin được Duma Quốc gia chấp thuận làm Thủ tướng. Lần đầu tiên trong lịch sử, một Thủ tướng không bị bỏ phiếu chống.
| Đảng                                                        | Đại biểu | Thông qua | Chống | Trắng | Không bỏ phiếu | Khuyết |
| ----------------------------------------------------------- | -------- | --------- | ----- | ----- | -------------- | ------ |
| Nước Nga Thống nhất                                         | 341      | 326       | 0     | 0     | 15             |        |
| Đảng Cộng sản                                               | 43       | 0         | 0     | 41    | 2              |        |
| Đảng Dân chủ Tự do                                          | 40       | 39        | 0     | 0     | 1              |        |
| Nước Nga công bằng                                          | 23       | 17        | 0     | 0     | 6              |        |
| Rodina                                                      | 1        | 1         | 0     | 0     | 0              |        |
| Đảng Nền tảng Công dân                                      | 1        | 0         | 0     | 0     | 1              |        |
| Tất cả các Đảng                                             | 449      | 383       | 0     | 41    | 25             | 1      |
| Source Lưu trữ ngày 16 tháng 1 năm 2020 tại Wayback Machine |          |           |       |       |                |        |

### Cấu trúc
Trong một cuộc họp với Đảng Cộng sản, Mishustin đã công bố những thay đổi mạnh mẽ trong cấu trúc và thành phần của chính phủ.
Trong quá trình hình thành nội các, Mikhail Mishustin, đã tổ chức các cuộc tham vấn với các đảng trong nghị viện. Theo Chủ tịch Duma Quốc gia Nga Vyacheslav Volodin, từ các thành viên của nội các trước, và tất cả các đảng phái đều bày tỏ sự ủng hộ đối với quyền lực và vai trò quốc tế, đồng thời cũng ủng hộ ba Phó Thủ tướng: Tatyana Golikova, Dmitry Kozak và Alexey Gordeyev, cũng như Bộ trưởng Nông nghiệp Dmitry Patrushev.
Vào ngày 21 tháng 1, Mikhail Mishustin đã đệ trình với Tổng thống Vladimir Putin bản dự thảo cấu trúc Nội các. Cùng ngày, Tổng thống đã ký một nghị định về cấu trúc Nội các và bổ nhiệm các Bộ trưởng theo đề xuất. Theo sắc lệnh, Nội các sẽ có 9 Phó thủ tướng, và Bộ Các vấn đề Bắc Kavkaz sẽ bị bãi bỏ.

## Thành phần
| Chức danh                                                                      | Hình ảnh | Họ và tên             | Đảng | Đảng                | Nhiệm kỳ        |
| ------------------------------------------------------------------------------ | -------- | --------------------- | ---- | ------------------- | --------------- |
| Thủ tướng                                                                      |          | Mikhail Mishustin     |      | Không đảng phái     | 16/1/2020 - nay |
| Phó Thủ tướng                                                                  |          |                       |      |                     |                 |
| Phó Thủ tướng thứ nhất                                                         |          | Andrey Belousov       |      | Không đảng phái     | 21/1/2020 - nay |
| Phó Thủ tướng – Tham mưu trưởng cho Chính phủ                                  |          | Dmitry Grigorenko     |      | Không đảng phái     | 21/1/2020 - nay |
| Phó Thủ tướng – Đặc phái viên Tổng thống đến Vùng liên bang Viễn Đông          |          | Yury Trutnev          |      | Nước Nga Thống nhất | 21/1/2020 - nay |
| Phó Thủ tướng về Giao thông, Truyền thông và Số hóa nền kinh tế                |          | Viktoria Abramchenko  |      | Không đảng phái     | 21/1/2020 - nay |
| Phó Thủ tướng về các vấn đề chính sách xã hội                                  |          | Tatyana Golikova      |      | Nước Nga Thống nhất | 21/1/2020 - nay |
| Phó Thủ tướng về Công nghiệp Quốc phòng, Tên lửa và Không gian                 |          | Yury Borisov          |      | Không đảng phái     | 21/1/2020 - nay |
| Phó Thủ tướng về tổ hợp Nông-Công nghiệp, Tài nguyên thiên nhiên và Môi trường |          | Alexey Overchuk       |      | Không đảng phái     | 21/1/2020 - nay |
| Phó Thủ tướng về Xây dựng, Nhà ở, Dịch vụ và Phát triển vùng                   |          | Marat Khusnullin      |      | Không đảng phái     | 21/1/2020 - nay |
| Phó Thủ tướng về Văn hóa, Thể thao và Du lịch                                  |          | Dmitry Chernyshenko   |      | Không đảng phái     | 21/1/2020 - nay |
| Bộ trưởng Liên bang                                                            |          |                       |      |                     |                 |
| Bộ trưởng Bộ Nông nghiệp                                                       |          | Dmitry Patrushev      |      | Không đảng phái     | 21/1/2020 - nay |
| Bộ trưởng Bộ Phát triển kỹ thuật số, Liên lạc và Thông tin đại chúng           |          | Maxut Shadayev        |      | Không đảng phái     | 21/1/2020 - nay |
| Bộ trưởng Bộ Xây dựng, Nhà ở                                                   |          | Vladimir Yakushev     |      | Nước Nga Thống nhất | 21/1/2020 - nay |
| Bộ trưởng Bộ Văn hóa                                                           |          | Olga Lyubimova        |      | Không đảng phái     | 21/1/2020 - nay |
| Bộ trưởng Bộ Quốc phòng                                                        |          | Sergey Shoygu         |      | Nước Nga Thống nhất | 21/1/2020 - nay |
| Bộ trưởng Bộ Phát triển vùng Viễn Đông và Bắc cực                              |          | Alexander Kozlov      |      | Nước Nga Thống nhất | 21/1/2020 - nay |
| Bộ trưởng Bộ Phát triển Kinh tế                                                |          | Maxim Reshetnikov     |      | Nước Nga Thống nhất | 21/1/2020 - nay |
| Bộ trưởng Bộ Giáo dục                                                          |          | Sergey Kravtsov       |      | Không đảng phái     | 21/1/2020 - nay |
| Bộ trưởng Bộ Tình trạng khẩn cấp                                               |          | Yevgeny Zinichev      |      | Không đảng phái     | 21/1/2020 - nay |
| Bộ trưởng Bộ Năng lượng                                                        |          | Alexander Novak       |      | Nước Nga Thống nhất | 21/1/2020 - nay |
| Bộ trưởng Bộ Tài chính                                                         |          | Anton Siluanov        |      | Nước Nga Thống nhất | 21/1/2020 - nay |
| Bộ trưởng Bộ Ngoại giao                                                        |          | Sergey Lavrov         |      | Nước Nga Thống nhất | 21/1/2020 - nay |
| Bộ trưởng Bộ Y tế                                                              |          | Mikhail Murashko      |      | Không đảng phái     | 21/1/2020 - nay |
| Bộ trưởng Bộ Công thương                                                       |          | Denis Manturov        |      | Nước Nga Thống nhất | 21/1/2020 - nay |
| Bộ trưởng Bộ Nội vụ                                                            |          | Vladimir Kolokoltsev  |      | Không đảng phái     | 21/1/2020 - nay |
| Bộ trưởng Bộ Tư pháp                                                           |          | Konstantin Chuychenko |      | Nước Nga Thống nhất | 21/1/2020 - nay |
| Bộ trưởng Bộ Lao động và Xã hội                                                |          | Anton Kotyakov        |      | Không đảng phái     | 21/1/2020 - nay |
| Bộ trưởng Bộ Tài nguyên thiên nhiên                                            |          | Dmitry Kobylkin       |      | Nước Nga Thống nhất | 21/1/2020 - nay |
| Bộ trưởng Bộ Khoa học và Giáo dục Đại học                                      |          | Valery Falkov         |      | Không đảng phái     | 21/1/2020 - nay |
| Bộ trưởng Bộ Thể thao                                                          |          | Oleg Matytsin         |      | Không đảng phái     | 21/1/2020 - nay |
| Bộ trưởng Bộ Giao thông                                                        |          | Yevgeny Dietrich      |      | Nước Nga Thống nhất | 21/1/2020 - nay |